# Pseudodinia melanitida
Pseudodinia melanitida är en tvåvingeart som beskrevs av Barber 1985. Pseudodinia melanitida ingår i släktet Pseudodinia och familjen markflugor. Inga underarter finns listade i Catalogue of Life.